# 東京国際福祉専門学校
東京国際福祉専門学校（とうきょうこくさいふくしせんもんがっこう）は東京都に所在した専修学校。

## 概要
1996年に開校。
介護福祉科、子育て支援科、国際福祉ビジネス科を設置していた。
2021年9月13日の東京都私立学校審議会で廃止を認可。